# Rolf Gölz
Rolf Gölz (* 30. September 1962 in Schussenried) ist ein ehemaliger deutscher Radrennfahrer. Er wurde 1983 Weltmeister in der Mannschaftsverfolgung auf der Bahn und gewann jeweils mehrere Eintagesrennen und Tour-de-France-Etappen.

## Leben
Aufgewachsen ist Gölz in Bad Schussenried in Oberschwaben. Er gewann in seiner Amateurzeit 1982 bei den Weltmeisterschaften die Silbermedaille in der Einerverfolgung, 1983 die Weltmeisterschaft mit dem deutschen Bahnvierer und errang 1984 in Los Angeles eine Silber- und eine Bronzemedaille in der  Einer- bzw. Mannschaftsverfolgung. Für den Gewinn zweier Medaillen bei den Olympischen Sommerspielen erhielt er vom Bundespräsidenten das Silberne Lorbeerblatt. Aufgrund seiner kraftvollen Fahrweise wurde Gölz von vielen Kollegen „Turbo“ genannt. Schon als Amateur war er ein hervorragender Straßenfahrer. So konnte er 1982 den Klassiker Rund um Frankfurt für sich entscheiden. Im selben Jahr gewann er mit der Schleswig-Holstein-Rundfahrt sein erstes Etappenrennen. Seinen bedeutendsten Erfolg als Amateur holte er 1984 mit dem Sieg beim Rennen Rund um den Henninger-Turm. Gölz, versuchte zunächst sein Studium und die Karriere als Profi in Einklang zu bringen, gab nach dem ersten Jahr als Berufsfahrer aber das Studium auf.
In seiner Profi-Zeit von 1985 bis 1993 gehörte er zu den wenigen deutschen Straßenfahrern mit internationaler Bedeutung. Gölz spezialisierte sich dabei vor allem auf klassische Eintagesrennen. Sein erster großer internationaler Erfolg war der Gewinn der Züri Metzgete 1987. Danach gewann er als jeweils erster Deutscher den La Flèche Wallonne 1988, Paris-Brüssel 1988 sowie Mailand–Turin (1988 und 1989), als auch als erster Nicht-Spanier überhaupt 1988 die Vuelta a Asturias. Bei der Tour de France konnte er 1987 und 1988 jeweils einen Etappensieg erringen. Außerdem gelangen ihm Gesamtsiege bei der Ruta del Sol (1985, 1987) und bei der Mittelmeer-Rundfahrt 1992. 1993 war er im Mountainbikesport aktiv.
Nach seiner Radsportkarriere beendete Gölz ein Studium der Betriebswirtschaft an der FH Biberach.  Von 1994 bis 1999 saß er für die Freien Wähler im Gemeinderat von Bad Schussenried. Von 1999 bis 2002 und ab  2005 arbeitete als sportlicher Leiter beim Team Gerolsteiner. Zudem war er für das ZDF als Co-Kommentator bei Tour-de-France-Übertragungen tätig und veröffentlichte 2003 ein Buch über klassische Eintagesrennen (Mythos Klassiker).
Er betreibt zusammen mit einem Geschäftspartner ein Fahrradgeschäft in Bad Waldsee und einen Online-Fahrrad-Handel, bei denen er sich hauptsächlich um die kaufmännischen Belange kümmert.

## Erfolge
1985
- Gesamtwertung Ruta del Sol
- Deutscher Straßenmeister

1986
- Giro di Campania

1987
- Gesamtwertung Ruta del Sol
- Gesamtwertung und zwei Etappen Tour du Haut-Var
- eine Etappe Baskenland-Rundfahrt
- Meisterschaft von Zürich
- Gesamtwertung und zwei Etappen Grand Prix Midi Libre
- eine Etappe Tour de France

1988
- Gesamtwertung Irland-Rundfahrt
- eine Etappe Baskenland-Rundfahrt
- Gesamtwertung und zwei Etappen Asturien-Rundfahrt
- eine Etappe Valencia-Rundfahrt
- La Flèche Wallonne
- eine Etappe Tour de France
- Paris-Brüssel
- Mailand–Turin
- Piemont-Rundfahrt
- Deutscher Meister Kriterium

1989
- eine Etappe Tirreno–Adriatico
- eine Etappe Aragon-Rundfahrt
- zwei Etappen Valencia-Rundfahrt
- Mailand–Turin

1990
- eine Etappe Baskenland-Rundfahrt
- eine Etappe Dauphiné Libéré
- eine Etappe Vuelta a los Valles Mineros
- eine Etappe Tour de la Communauté Europeènne
- Trofeo Baracchi mit Tom Cordes

1991
- Mannschaftszeitfahren Tour de France

1992
- Gesamtwertung und zwei Etappen Mittelmeer-Rundfahrt

## Teams
- 1985–1986 Del Tongo
- 1987–1990 Super Confex / Buckler
- 1991–1992 Ariostea

## Publikationen
- Mythos Klassiker. Eine Hommage an die großen Eintagesrennen. (Mit Fotos von Hans-Alfred Roth). Covadonga-Verlag, Bielefeld 2003, ISBN 3-936973-01-6.